# SPY (モデルユニット)
SPY（スパイ）は、日本の女性モデルユニット。2016年10月19日、エクシング・ミュージックエンタテイメント（発売元）・テイチクエンタテインメント（販売元）よりメジャーデビュー。2018年12月解散。

## 概要
全員がモデル・レースクイーンとして活動しつつ、2016年4月に結成した。結成後、クラウドファンディングサービス「CAMPFIRE」で1stシングル作成＆デビュープロジェクトとしてデビュー支援・出資賛同を募り、目標額を達成しデビューする運びとなった。
メンバー個々がモデル・レースクイーンとしてそれぞれ活動するほか、全員がSHOWROOMにて動画配信する。動画配信という形式のために、より素に近い彼女たちとリスナーはチャット形式で交流を持つ事ができ、それによってこれまで遠い存在であったモデルという職業の人たちを身近に感じさせることになった第一人者たちである。
デビュー当日2016年10月19日現在、リーダーは定まっておらず、それゆえの自由と個々の持ち味を発揮できる環境にあり、5人同時配信になるとややまとまらない感は否めないものの、その個性豊かな配信も人気の一つとなっている。
「SPY」は『隠密や斥候の意味ではないらしい』とメンバーがそれぞれ配信サイトSHOWROOMの配信中に発言するが、何の略語であるのかはメンバーも聞かされていないとのこと。

## メンバー
福岡みもれ
- 担当色：ピンク
- 2016 MOTORGAMESサポートガール、東京ミス夢の島マリーナ準ミス2016
- 出演：FORMULA DRIFT JAPAN 2016、関西コレクション2012ss・2013・2015ss
- スリーサイズ：T165 B83 W59 H84
- 趣味：マリオカート・食べる事

川平沙紀
- 担当色：白
- H43teamNOBBY2016専属レースクイーン
- 出演：Fuji 86 Style with BRZ 2016
- スリーサイズ：T168 B82 W58 H88
- 趣味：スポーツ全般

川端佑希
- 担当色：紫
- AutoStallion 2016イメージガール
- 出演：CustomTRUCKSMAG.Vol.3カバーガール、NSMAGAZINE Vol.7表紙
- スリーサイズ：T160 B80 W62 H90
- 趣味：イラスト・デザイン

東 舞華
- 担当色：青
- 2016 MOTORGAMESサポートガール、2016ミス・ユニバース・ジャパンMiyazaki特別賞
- 出演：FORMULA DRIFT JAPAN 2016、SHIBUYA LOVE&LOVE COLLECTION 2016
- スリーサイズ：T163 B87 W60 H88
- 趣味：ピアノ・マッサージ

シュリカ
- 担当色：黄色
- AutoStallion 2016イメージガール
- 出演：SHIBUYA LOVE&LOVE COLLECTION 2016
- スリーサイズ：T167 B99.9 W55.5 H88.8

## 作品
- 1stシングル「panipani」（カップリング「Spider!!」）

## 活動

### 2016年
- 03月31日 - 公式Twitter開始
- 04月01日 - Radio NEO「宮城夏鈴のSWEET♡BEAT[注釈 8][注釈 9]」で結成された。当日のラジオ初出演は福岡みもれ
- 04月05日 - 振り付け・ダンスレッスン開始
- 04月24日 - 8秒動画アプリ「Octo」にて「SPY[注釈 10]」ページ開設
- 04月25日 - 「CAMPFIRE」にて「SPY」1stシングル作成＆デビュープロジェクト開始[3]
- 05月30日 - 「CAMPFIRE」にて「SPY」1stシングル作成＆デビュープロジェクト完了（パトロン総数66人、支援総額1,695,000円）[3]
- 06月25日 - 渋谷WOMBで開催の「SHIBUYA LOVE&LOVE COLLECTION 2016」オープニングで「Spider!!」初披露。その直前に、同年10月19日のメジャーデビュー決定などがメンバーにサプライズで告知される[注釈 11]
- 07月31日 - 富士スピードウェイで開催されたMOTORGAMESにおいて「SPY」5人そろっての初披露
- 08月07日 - ディファ有明で開催されたGRACHAN24にて「SPY」5人揃っての初ミニライブ
- 08月23日 - TrenVeにて「SPY」メジャーデビューの記事が紹介される[1]
- 09月06日 - 販売元テイチクエンタテインメントの販売促進会議にメンバーが挨拶に行ったところで「初回発売枚数完売できなかったら解散」の報告を受ける[5]
- 09月11日 - 公式ライバルとして「新生CARLS」発表
- 09月12日 - デビューシングル「panipani」のPV撮影
- 10月14日 - J SQUARE SHINAGAWAにて入場無料[注釈 12]でデビュー前ファン決起集会が開かれる[6]。同日よりカラオケJOYSOUNDにて「panipani」及び「Spider!!」配信開始[7]
- 10月19日 - デビューシングル「panipani」発売[8][9][10][11][12]
- 10月22日 - タワーレコード川崎店でインストアライブ[13]
- 10月23日 - サンシャイン噴水広場にてライブ『サンシャインシティ イベントページ』[14]
- 10月30日 - 秋葉原UDXにて秋葉原のハロウィンイベント「アキバハロウィン」出演[15]
- 11月 3日 - ラジオFM-FUJIパラレルドリームのアイドルサークルに出演[16]
- 11月13日 - 横浜相鉄ロックオンミュージックにてライブ[17]
- 11月15日 - ソラトニワ原宿にて、ラジオGOGOGOLDSTARS公開ラジオ放送・生出演[18]
- 12月 7日 - morph-tokyoにてGIROPPON de 騒がNight!でライブ出演
- 12月20日 - morph-tokyoにてGIROPPON de 揺らさNight!でライブ出演
- 12月23日 - レインボータウンFMにて「今西祐介のハロアル・レディオ」公開ラジオ放送・生出演[19]
- 12月27日 - ファーストシングル「panipani」初回販売枚数完売。解散回避決定。

### 2017年
- 1月 8日 - Zirco Tokyoにてライブ[20]
- 1月18日 - TSUTAYA O-WESTにてライブ[21]
- 1月25日 - morph-tokyoにてGIROPPON DE 騒がNightでライブ出演[22]
- 1月25日 - SPY NEW LOGO 発表[23]
- 日程変更のため不明 - 沖縄にて「琉球ガールズコレクション」オープニングアクトとして出演(予定)

### 2018年
- 12月 - 解散

## 関連人物
堀尾梨奈（振り付け・ダンス講師）
- JURIANO JURRIEブランド専属モデル、2014ミス・ユニバース・ジャパン茨城代表・日本大会ファイナリスト
- スリーサイズ：T164 B77 W58 H80
- 特技：ダンス・ハンドメイドジュエリー作成